# Merve (Vorname)
Merve ist ein türkischer weiblicher Vorname arabischer Herkunft.

## Herkunft und Bedeutung
Merve ist die türkische Form des arabischen Namens Marwa (arabisch مروة), der sich seinerseits auf al-Marwa bezieht, einen Hügel im Bereich der Heiligen Moschee von Mekka.

## Namensträgerinnen
- Merve Aksoy (* 1994), deutsch-türkische Schauspielerin
- Merve Altınkaya (* 1985), türkische Schauspielerin
- Merve Boluğur (* 1987), türkische Schauspielerin
- Merve Büyüksaraç (* 1988), Miss Turkey des Jahres 2006
- Merve Çağıran (* 1992), türkische Schauspielerin
- Merve Çakır (* 1994), deutsch-türkische Schauspielerin
- Merve Çoban (* 1993), türkische Karateka
- Merve Daşdemir (* 1987), türkische Schauspielerin
- Merve Dizdar (* 1986), türkische Schauspielerin
- Merve Erbektaş (* 1996), türkische Handballspielerin
- Merve Lowien (1937–1992), deutsche Schriftstellerin und Verlegerin, Mitbegründerin und Namensgeberin des Merve Verlags
- Merve Oflaz (* 1988), türkische Schauspielerin
- Merve Özbey (* 1988), türkische Popmusikerin
- Merve Özbolluk (* 1994), türkische Handballspielerin
- Merve Sevi (* 1987), türkische Schauspielerin